# Aca Seca Trio
Aca Seca Trio – argentyńska folkowo-jazzowa grupa muzyczna, powstała w 1999 roku w La Placie.

## Skład zespołu
- Juan Quintero (gitara, śpiew)
- Andres Beeuwsaert (fortepian, instrumenty klawiszowe, wokal)
- Mariano Cantero (perkusja, wokal)

## Dyskografia
- Aca Seca – 2003
- Avenido – 2006
- Ventanas – 2009
- La música y la palabra – 2010